# Eysins
Eysins je obec na jihozápadě Švýcarska v kantonu Vaud. Žije zde přibližně 1 600 obyvatel.

## Geografie
Eysins leží v nadmořské výšce 438 m, vzdušnou čarou 2,5 km západně od okresního města Nyon. Obec leží v rovině mezi Ženevským jezerem a jižním úpatím Jury, severně od řeky Boiron de Nyon.
Území obce o rozloze 2,4 km² pokrývá část roviny na úpatí Jury západně od Nyonu. V jižní části obce se nachází údolí řeky Boiron, která v četných meandrech ústí do Ženevského jezera. Na úplném jihu se území rozkládá až k okraji lesa Bois Neuf. Nejvyšší bod Eysins se nachází na severozápadě pod osadou Les Tourniaux v nadmořské výšce 471 metrů. V roce 1997 bylo 19 % rozlohy obce pokryto zastavěnou plochou, 8 % lesy a lesními porosty a 73 % zemědělstvím.
K obci Eysins patří vesnice Petit Eysins (444 m n. m.) severně od obce a několik samostatných farem. Sousedními obcemi Eysins jsou Nyon, Signy-Avenex, Borex, Arnex-sur-Nyon a Crans.

## Historie
Nacházejí se zde stopy po vilové osadě a malé pozůstatky akvaduktu z římské doby, který vedl vodu z Versoix do Colonia Iulia Equestris (Nyon). První zmínka o obci pochází z roku 1002 ve slovním spojení Osinco in pago Equestrico. V roce 1140 se objevuje název Osins, v roce 1212 Oisins a v 15. století Oysins. Název pravděpodobně pochází z burgundského osobního jména Ausingus nebo Osingus.
Eysins bylo panstvím burgundských králů. V roce 1002 sloužila obec jako konferenční centrum krále Rudolfa III. Burgundského, který v té době daroval část vinic klášteru Romainmôtier. Ve 14. století připadlo Eysins augustiniánskému převorství v Nyonu. Po dobytí Vaudu Bernem v roce 1536 přešla vesnice pod správu nyonského panství. Po pádu Staré konfederace patřil Eysins v letech 1798–1803 v období Helvétské republiky ke kantonu Léman, který byl poté po vstupu v platnost Ústavy o zprostředkování sloučen s kantonem Vaud. V roce 1798 byla obec přiřazena k okresu Nyon. Eysins patří do farnosti Nyon, ale má malý reformovaný kostel, který byl postaven v roce 1930.

## Obyvatelstvo
| Rok            | 1850 | 1880 | 1900 | 1910 | 1930 | 1950 | 1960 | 1970 | 1980 | 1990 | 2000 |
| Počet obyvatel | 234  | 243  | 262  | 263  | 269  | 278  | 312  | 396  | 566  | 769  | 831  |

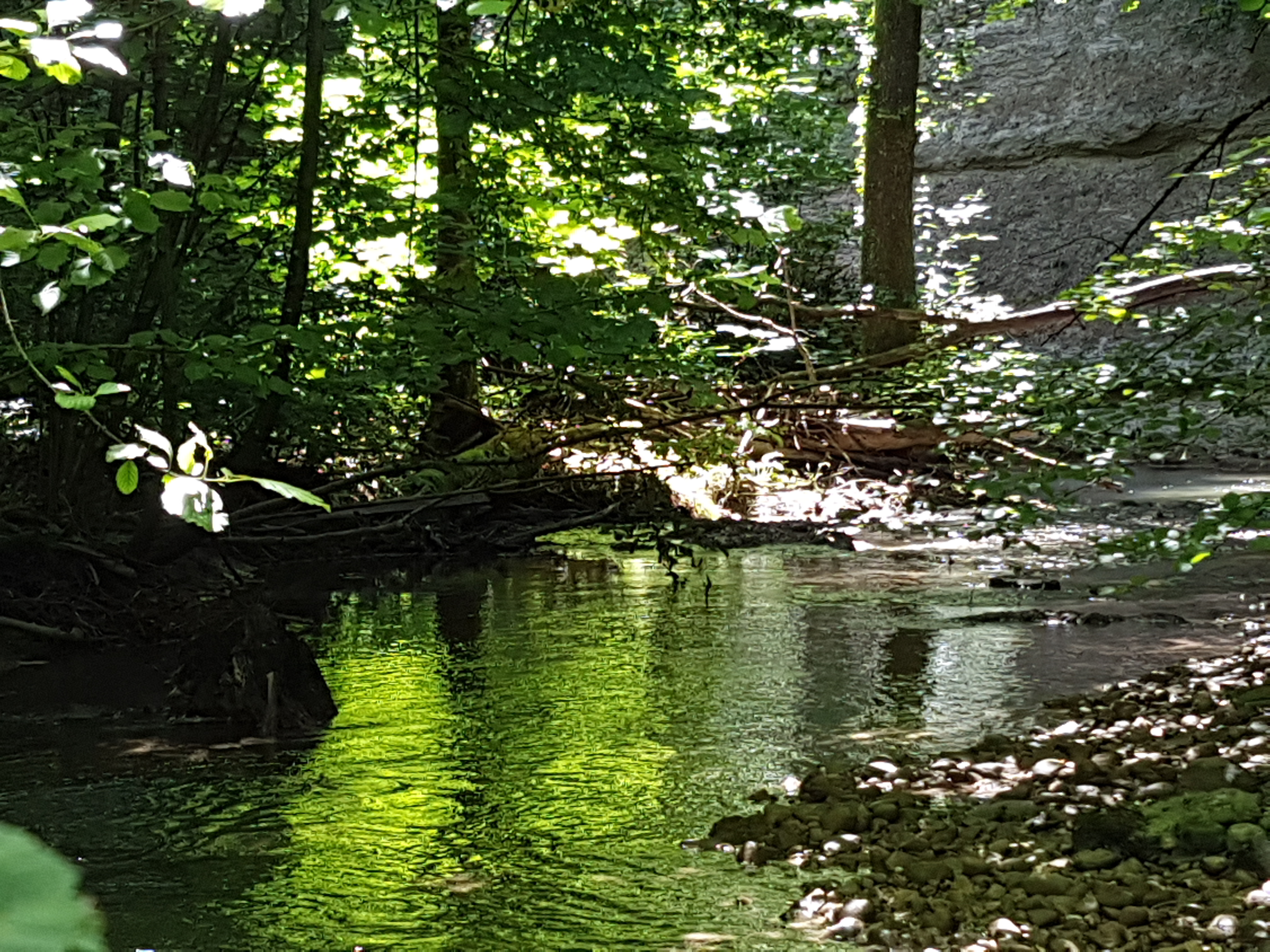
Řeka Le Boiron

Z celkového počtu obyvatel je 82,1 % francouzsky mluvících, 6,4 % anglicky mluvících a 6,1 % německy mluvících (stav v roce 2000). Ve druhé polovině 20. století začal značný populační růst, kdy se během několika desetiletí počet obyvatel zvýšil několikanásobně.

## Hospodářství
Až do druhé poloviny 20. století byl Eysins vesnicí, která se vyznačovala především zemědělstvím. V blízkosti obce se nachází několik malých vinařských oblastí, jinak ze zbývající úrodné zemědělské půdy převažuje využití jako orná půda. Díky dobrému dopravnímu spojení se z Eysins stalo překladiště dřeva, obilí a brambor. V Eysins se nachází sběrna obilí a sklad zemědělských družstev (Landi), IOTA International a Biosafe SA. V posledních desetiletích se obec rozvinula v rezidenční obec. Mnoho zaměstnanců dojíždí za prací především do Nyonu a Ženevy.

## Doprava
Obec se nachází na hlavní silnici z Nyonu do Divonne-les-Bains. Dálniční křižovatka Nyon na dálnici A1 (Ženeva–Lausanne), která prochází obcí, je od obce vzdálena asi 3 km. Eysins je napojen na síť veřejné dopravy prostřednictvím autobusové linky  Postbusu z Nyonu do Coppet. Eysins mělo železniční stanici na trati z Nyonu přes Crassier do Divonne-les-Bains, která byla v provozu v letech 1905–1962. Úsek trati z Nyonu do Eysins je stále příležitostně využíván pro nákladní dopravu.